# Le finte bionde
Le finte bionde è un film italiano del 1989 diretto da Carlo Vanzina, tratto dall'omonimo libro di Enrico Vanzina edito da Arnoldo Mondadori Editore.

## Trama
Nel mondo benestante della Roma di fine anni ottanta, Graziella, padrona di una lussuosa boutique e moglie di Luigi, un affermato professionista, si sente emarginata per il colore dei capelli bruno, decidendo così di farsi bionda. Dilagano infatti ovunque le bionde, anzi, soprattutto, le finte bionde, arrampicatrici sociali e donne senza scrupoli, spesso molto cafone che però si atteggiano come signore raffinate.

## Distribuzione
Il film è stato distribuito nel circuito cinematografico italiano a partire dal 10 marzo 1989.

## Accoglienza
Il film venne generalmente apprezzato dalla critica, che lo considerò come uno dei film più intelligenti realizzati dal regista, ma con scarsi riscontri al botteghino.

## Critica
«[Il film] intercettava l'onda del qualunquismo e il culto dell'ego con bella lungimiranza sul ventennio berlusconiano. E per questo forse non fu un successo al botteghino» (Paolo Mereghetti).